# Du bist die Ruh
Tu es ma paix
Du bist die Ruh (Tu es le repos ou Tu es ma paix), D. 776, op. 59, n°3 est un lied pour voix solo et piano composé en 1823 par Franz Schubert (1797-1828). Le texte est le troisième poème d’une série de cinq du poète allemand Friedrich Rückert (1788-1866).

## Contexte
Le poème est écrit en 1819-1820 par Rückert et publié dans le recueil Œstliche Rosen (Roses orientales) à la fin de 1821. Les poèmes de ce recueil étaient à l’origine sans titre, Schubert a donc choisi lui-même les titres de ses lieder. Du bist die Ruh sont les premiers mots du poème. Plus tard, Rückert nomme ses poèmes et celui-ci prend le titre Kehr' ein bei mir (Reste avec moi) qui correspond à la première ligne du troisième couplet.
L’autographe de Schubert n’est pas conservé mais une copie se trouve dans le recueil de lieder d’Anton Schindler. Le lied est daté de 1823 dans le catalogue de la collection Witteczek-Spaun. Du bist die Ruh est publié à Vienne en septembre 1826 par Sauer und Leidesdorf dans Vier Gedichte von Rückert und Graf Platen (Quatre poèmes de Rückert et Graf Platen). Il est le troisième lied d’un ensemble de quatre.
L’année 1823 est souvent choisie par les critiques comme étant le moment où Schubert atteint la maturité musicale et trouve sa propre identité musicale. De plus, sa santé commence à se dégrader et il passe beaucoup de temps à l’hôpital général de Vienne, tout en continuant à composer.

## Texte
| « Du bist die Ruh, der Friede mild, die Sehnsucht du, und was sie stillt. Ich weihe dir voll Lust und Schmerz zur Wohnung hier mein Aug' und Herz. Kehr ein bei mir, und schließe du still hinter dir die Pforten zu. Treib andern Schmerz aus dieser Brust. Voll sei dies Herz von deiner Lust. Dies Augenzelt, von deinem Glanz allein erhellt, O füll es ganz. » |  |  | « Tu es le repos, La paix clémente, Tu es le désir, Et ce qui le calme, Je te consacre Plein de joie et de peine Pour être ta demeure Mes yeux et mon cœur. Entre en moi Et ferme Derrière toi La porte. Chasse tout chagrin De mon sein. Que ce cœur soit plein De ta joie. L’abri de mes yeux, De ton éclat Est seulement illuminé, Oh emplis-le entièrement. » |

Il s'agit d'un poème romantique et émotionnel dont Schubert a tenté de traduire la sensualité à travers sa musique. Il se veut aussi reposant . Cette idée de véritable amour pur est parfois mis en parallèle avec la dévotion religieuse.

## Analyse
Le poème est composé de cinq strophes égales de quatre vers chacune. Mais Schubert groupe les quatre premières strophes deux par deux et répète la dernière pour composer son Lied. En restructurant le texte, il crée ainsi trois strophes traitées en une forme tripartite de type AAB. En effet, les deux premiers groupes sont fondés sur la même musique, tandis que le dernier s’individualise. La totalité du lied est en mi bémol majeur, 
 dans un mouvement de larghetto et pianissimo. Le lied commence par un prélude paisible (jusqu'à la mesure 7 incluse) au piano. Une ritournelle unit ensuite les trois groupes, une répétition identique et calme pour les deux premiers d’abord (mesures 8 à 48), puis des modulations audacieuses et une montée diatonique progressive caractérise l’envol dans le dernier groupe (mesures 54 à 80) qui culmine à deux reprises et soudainement avec la bémol majeur (mesures 60 et 74).
Plusieurs éléments créent une cohésion d’ensemble dans le lied. Tout d’abord, la musique du dernier vers de la dernière strophe (mesures 78 à 80) est la même que le dernier vers de chacune des deux premières strophes (mesures 24-25 et les mesures 47-48). Ensuite, un continuum perpétuel de doubles croches est à l’accompagnement. Enfin, tous les vers impairs (mesures 8-9, 12-13, 16-17 , 20-21, 31-32, 35-36, 39-40, 43-44, 54-55 et 68-69) commencent par la même formule rythmique. Les alternances de demi-tons si typiques du style de Schubert sont également remarquables : do dièse – do bémol – do dièse à l’interlude (mesures 26 à 30 et mesures 49 à 53) et la bémol – la dièse au mélisme vocal récurrent.
Par son lent balancement, ses réitérations de segments de phrases, son climat de monotonie incantatoire, son ardente montée diatonique, ses silences, la composition rend l’intensité quasi mystique et l’intériorité  du poème.

## Édition

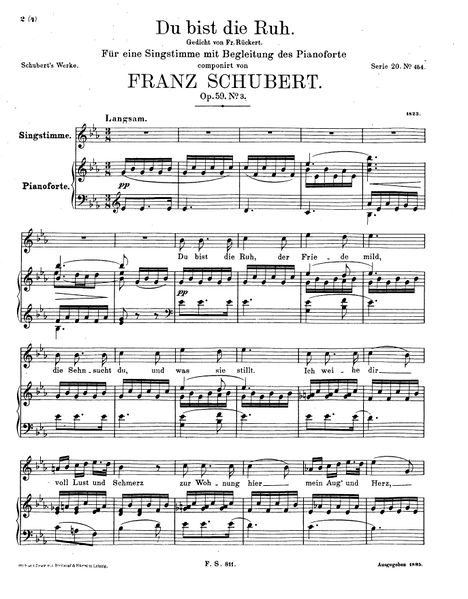
Édition de Mandyczevski.

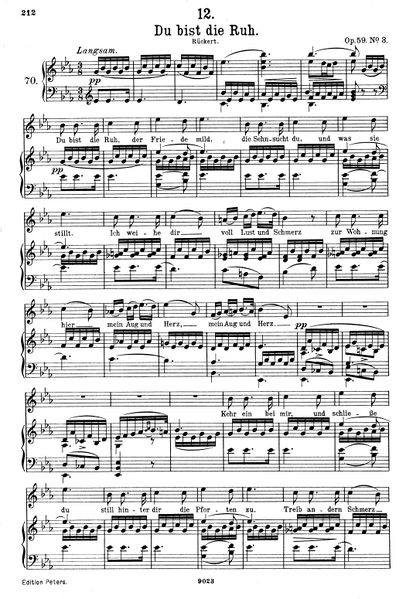
Édition de Friedlaender

Selon John Reed, dans la première édition, la note de la voix solo, à la mesure 70, est un fa bémol. Dans l'édition complète, Mandyczewski considère cela comme une faute de frappe et le remplace par ré bémol, par analogie avec la mesure 56. Mais la variation de la mélodie fait certainement partie des intentions de Schubert, en comparant aux mesures 20 et 43 et fa bémol apaise le point culminant. Friedlænder dans l’édition Peters préfère suivre l’édition originale.

## Réception
Franz Liszt (1811-1886) a transcrit pour le piano de nombreux lieder de Schubert, notamment « Du bist die Ruh » (S. 558.3). La mélodie et les harmonies de Schubert sont conservées mais avec la propre interprétation de Liszt, tout en restant fidèle à la signification originale du poème de Rückert.